# Codariocalyx gyroides
Codariocalyx gyroides är en ärtväxtart som först beskrevs av Heinrich Friedrich Link, och fick sitt nu gällande namn av Justus Carl Hasskarl. Codariocalyx gyroides ingår i släktet Codariocalyx, och familjen ärtväxter. Inga underarter finns listade i Catalogue of Life.